# Professor Satchafunkilus and the Musterion of Rock
„Professor Satchafunkilus and the Musterion of Rock“ е 12-ият студиен албум на американски китарист Джо Сатриани. Първата част на заглавието, „Professor Satchafunkilus“, произлиза от прозвището на Сатриани – Сач. Думата „Musterion“ е гръцка и означава „мистерия“.
На датата на излизане на албума (11 април) Сатриани започва турне наречено „Guitar Center Sessions“. След това започва световно турне, което се очаква да приключи през есента на 2008 г.
Първоначално Сатриани започва да пише баладата „Revelation“ в памет на бащата на приятеля си Стив Морз. Впоследствие това става третото парче, което Сатриани посвещава на баща си (първото е „Into The Light“ от „Flying in a Blue Dream“, а второто е „Cryin'“ от „The Extremist“).
Повечето песни са написани след 2006 г., с изключение на „Come on Baby“. Тя е започната по време на една зимна ваканция на езерото Тахо през 1993 г. През 2007 г., по настояване на сина си, З. З. Сатриани, Джо завършва песента. Това е любовна балада за жена му Рубина.

### iTunes бонус песен
1. „Ghosts“ – 4:29

## Състав
- Джо Сатриани – всички китари, клавишни, вокали
- Мат Байсънт – бас
- Джеф Кампители – барабани
- З. З. Сатриани – тенор саксофон
- Джон Куниберти – перкусия

|  | Тази страница частично или изцяло представлява превод на страницата Professor Satchafunkilus and the Musterion of Rock в Уикипедия на английски. Оригиналният текст, както и този превод, са защитени от Лиценза „Криейтив Комънс – Признание – Споделяне на споделеното“, а за съдържание, създадено преди юни 2009 година – от Лиценза за свободна документация на ГНУ. Прегледайте историята на редакциите на оригиналната страница, както и на преводната страница, за да видите списъка на съавторите. ВАЖНО: Този шаблон се отнася единствено до авторските права върху съдържанието на статията. Добавянето му не отменя изискването да се посочват конкретни източници на твърденията, които да бъдат благонадеждни. |